# White Horse (Dakota Południowa)
White Horse – jednostka osadnicza w Stanach Zjednoczonych, w stanie Dakota Południowa, w hrabstwie Todd.